# اگون فرانکه
اگون فرانکه (آلمانی: Egon Franke; زاده ۱۱ آوریل ۱۹۱۳ – درگذشته ۲۶ آوریل ۱۹۹۵) یک سیاست‌مدار اهل آلمان و از اعضای حزب سوسیال دموکرات آلمان بود. وی از ۱۷ سپتامبر تا ۱ اکتبر ۱۹۸۲ معاون صدراعظم آلمان غربی بود که با ۱۴ روز معاونت صدراعظمی کوتاه‌ترین دوره در این پست در آلمان غربی را گذرانده است.